# Dževad Turković
Dževad Turković (ur. 17 czerwca 1972 w Titogradzie) – chorwacki piłkarz występujący na pozycji pomocnika.

## Kariera klubowa
Turković karierę rozpoczynał w 1989 roku w Dinamie Zagrzeb, grającym w pierwszej lidze jugosłowiańskiej. W sezonach 1989/1990 oraz 1990/1991 wywalczył z nim wicemistrzostwo Jugosławii. Od sezonu 1992 występował z zespołem w nowo powstałej pierwszej lidze chorwackiej. Dwa razy zdobył z nim mistrzostwo Chorwacji (1993, 1996), a także dwa razy Puchar Chorwacji (1994, 1996).
W 1997 roku Turković przeszedł do południowokoreańskiego Busanu i w sezonie 1997 wywalczył z nim mistrzostwo Korei Południowej. Graczem Busanu był przez cztery sezony. W 2001 roku odszedł do Seongnam Ilhwa Chunma. Spędził tam sezon 2001, a potem wrócił do Chorwacji, gdzie został graczem klubu NK Osijek. W 2004 roku zakończył karierę.

## Kariera reprezentacyjna
W reprezentacji Chorwacji Turković zadebiutował 18 maja 1994 w zremisowanym 2:2 towarzyskim meczu z Węgrami. W latach 1994–1995 w drużynie narodowej rozegrał 6 spotkań.